# Окулов, Модест Матвеевич
Моде́ст Матве́евич Оку́лов (1765 — 13 (25) июля 1812, с. Островно, Витебская губерния, Российская империя) — российский генерал-майор Русской императорской армии эпохи наполеоновских войн.

## Биография
Модест Окулов родился 1765 году в дворянской семье; сын провиантмейстера Матвея Герасимовича Окулова (1734—1819) и Анны Алексеевны, урожденной княжны Кропоткиной (1747—1816), брат Алексея Окулова.
2 апреля 1784 года Окулов был определён на военную службу в гвардию сержантом, а 1 января 1791 года удостоен звания капитана Русской императорской армии. 22 декабря 1798 года получил погоны полковника.
С 16 апреля 1800 года по 27 октября 1802 года находился в отставке.
Поступил в Нашебургский мушкетерский полк, и 26 января 1803 года стал его командиром.
Шефом Рыльского мушкетерского полка был назначен 16 июля 1803 с производством в генерал-майоры. С 1808 года командовал бригадой из Рыльского и Екатеринбургского мушкетёрских полков в 23-й пехотной дивизии. В 1812 году его дивизия - в составе 4-го пехотного корпуса 1-й Зап. армии.
В 1812 году Модест Матвеевич Окулов сражался с французами и 13 июля погиб в битве под Островно, став первой потерей генералитета Русской армии в Отечественной войне.
От брака с Анной Карловной Берг, племянницей генерал-аншефа М. В. Берга, оставил дочерей Анну (1796 г.р.), Елизавету (1797) и Софью (1812).